# Coppa del Brasile 1994
La Coppa del Brasile 1994 (ufficialmente in portoghese Copa do Brasil 1994) è stata la 6ª edizione della Coppa del Brasile.

## Formula
Partite a eliminazione diretta con gare di andata e ritorno. In caso di pareggio nei tempi regolamentari, passa la squadra che ha realizzato il maggior numero di gol fuori casa. Nel caso non sia possibile determinare un vincitore con la regola dei gol fuori casa, sono previsti i tiri di rigore.

## Partecipanti
| Stato               | Squadra (Città)                   | Motivo qualificazione                                    |
| ------------------- | --------------------------------- | -------------------------------------------------------- |
| Acre                | Independência (Rio Branco)        | Vincitore del Campionato Acreano 1993                    |
| Alagoas             | CRB (Maceió)                      | Vincitore del Campionato Alagoano 1993                   |
| Amapá               | São José-AP (Macapá)              | Vincitore del Campionato Amapaense 1993                  |
| Amazonas            | Nacional-AM (Manaus)              | Squadra indicata dalla Federazione calcistica Amazonense |
| Bahia               | Bahia (Salvador)                  | Vincitore del Campionato Baiano 1993                     |
| Bahia               | Vitória (Salvador)                | 2° nel Campionato Baiano 1993                            |
| Ceará               | Ceará (Fortaleza)                 | Vincitore del Campionato Cearense 1993                   |
| Distretto Federale  | Taguatinga (Taguatinga)           | Vincitore del Campionato Brasiliense 1993                |
| Espírito Santo      | Linhares EC (Linhares)            | Vincitore del Campionato Capixaba 1993                   |
| Goiás               | Vila Nova (Goiânia)               | Vincitore del Campionato Goiano 1993                     |
| Maranhão            | Maranhão (São Luís)               | Vincitore del Campionato Maranhense 1993                 |
| Mato Grosso         | Sorriso (Sorriso)                 | Vincitore del Campionato Matogrossense 1993              |
| Mato Grosso do Sul  | Comercial-MS (Campo Grande)       | Vincitore del Campionato Sul-Matogrossense 1993          |
| Minas Gerais        | América-MG (Belo Horizonte)       | Vincitore del Campionato Mineiro 1993                    |
| Minas Gerais        | Atlético Mineiro (Belo Horizonte) | 2° nel Campionato Mineiro 1993                           |
| Pará                | Remo (Belém)                      | Vincitore del Campionato Paraense 1993                   |
| Pará                | Paysandu (Belém)                  | 2° nel Campionato Paraense 1993                          |
| Paraíba             | Campinense (Campina Grande)       | Vincitore del Campionato Paraibano 1993                  |
| Paraná              | Paraná (Curitiba)                 | Vincitore del Campionato Paranaense 1993                 |
| Pernambuco          | Santa Cruz (Recife)               | Vincitore del Campionato Pernambucano 1993               |
| Piauí               | 4 de Julho (Piripiri)             | Vincitore del Campionato Piauiense 1993                  |
| Rio de Janeiro      | Vasco da Gama (Rio de Janeiro)    | Vincitore del Campionato Carioca 1993                    |
| Rio de Janeiro      | Fluminense (Rio de Janeiro)       | 2° nel Campionato Carioca 1993                           |
| Rio Grande do Norte | ABC (Natal)                       | Vincitore del Campionato Potiguar 1993                   |
| Rio Grande do Sul   | Grêmio (Porto Alegre)             | Vincitore del Campionato Gaúcho 1993                     |
| Rio Grande do Sul   | Internacional (Porto Alegre)      | 2° nel Campionato Gaúcho 1993                            |
| Rondônia            | SE Ariquemes (Ariquemes)          | Vincitore del Campionato Rondoniense 1993                |
| San Paolo           | Palmeiras (San Paolo)             | Vincitore del Campionato Paulista 1993                   |
| San Paolo           | Corinthians (San Paolo)           | 2° nel Campionato Paulista 1993                          |
| Santa Catarina      | Criciúma (Criciúma)               | Vincitore del Campionato Catarinense 1993                |
| Sergipe             | Sergipe (Aracaju)                 | Vincitore del Campionato Sergipano 1993                  |
| Tocantins           | Kaburé (Colinas do Tocantins)     | Vincitore della Copa Tocantins 1993                      |

## Risultati

### Sedicesimi di finale
Andata 8, 11, 17, 18, 22, 25 febbraio, 4, 8, 11, 15 e 29 marzo 1994, ritorno 15, 18, 25 febbraio, 4, 11, 15, 17, 18, 22, 25 marzo e 5 aprile 1994.
| Squadra 1        | Totale      | Squadra 2     | Andata | Ritorno |
| ---------------- | ----------- | ------------- | ------ | ------- |
| 4 de Julho       | 3-8         | Palmeiras     | 1-3    | 2-5     |
| Atlético Mineiro | 6-3         | Vila Nova     | 4-3    | 2-0     |
| Criciúma         | 3-4         | Grêmio        | 2-2    | 1-2     |
| ABC              | 1-3         | Vasco da Gama | 0-2    | 1-1     |
| Fluminense       | 3-3 gfc     | Linhares EC   | 2-2    | 1-1     |
| Remo             | 4-1         | Maranhão      | 3-0    | 1-1     |
| Sergipe          | 2-2 2-4 dcr | Santa Cruz    | 1-1    | 1-1     |
| Nacional-AM      | 2-4         | São José-AP   | 1-2    | 1-2     |
| Ceará            | 3-2         | Campinense    | 2-0    | 1-2     |
| SE Ariquemes     | 2-1         | Independência | 0-1    | 2-0     |
| Paysandu         | 0-0 5-6 dcr | Comercial-MS  | 0-0    | 0-0     |
| Vitória          | 5-1         | Sorriso       | 4-0    | 1-1     |
| Kaburé           | 2-1         | América-MG    | 2-0    | 0-1     |
| Internacional    | 2-1         | Paraná        | 1-1    | 1-0     |
| Taguatinga       | 1-4         | Bahia         | 0-2    | 1-2     |
| CRB              | 1-4         | Corinthians   | 0-1    | 1-3     |

### Ottavi di finale
Andata 12, 19 aprile, 1, 6, 10, 18 maggio 1994, ritorno 26 aprile, 17, 21, 24, 27, 28 e 29 maggio 1994.
| Squadra 1     | Totale  | Squadra 2        | Andata | Ritorno |
| ------------- | ------- | ---------------- | ------ | ------- |
| SE Ariquemes  | 0-5     | Vitória          | 0-2    | 0-3     |
| Comercial-MS  | 4-0     | Kaburé           | 2-0    | 2-0     |
| Remo          | 2-3     | Atlético Mineiro | 2-1    | 0-2     |
| Grêmio        | 4-2     | Corinthians      | 2-0    | 2-2     |
| Linhares EC   | 3-2     | São José-AP      | 0-0    | 3-2     |
| Internacional | gfc 5-5 | Bahia            | 1-0    | 4-5     |
| Santa Cruz    | 2-3     | Vasco da Gama    | 1-0    | 1-3     |
| Ceará         | gfc 1-1 | Palmeiras        | 0-0    | 1-1     |

### Quarti di finale
Andata 4, 5, 14 giugno 1994, ritorno 7, 8, 12 e 17 giugno 1994.
| Squadra 1     | Totale  | Squadra 2        | Andata | Ritorno |
| ------------- | ------- | ---------------- | ------ | ------- |
| Grêmio        | 2-0     | Vitória          | 1-0    | 1-0     |
| Linhares EC   | 2-1     | Comercial-MS     | 1-0    | 1-1     |
| Ceará         | gfc 2-2 | Internacional    | 1-0    | 1-2     |
| Vasco da Gama | 7-4     | Atlético Mineiro | 3-1    | 4-3     |

### Semifinali
Andata 23 giugno e 24 luglio 1994, ritorno 24 e 30 luglio 1994.
| Squadra 1     | Totale | Squadra 2   | Andata | Ritorno |
| ------------- | ------ | ----------- | ------ | ------- |
| Ceará         | 1-0    | Linhares EC | 0-0    | 1-0     |
| Vasco da Gama | 1-2    | Grêmio      | 0-0    | 1-2     |

### Finale

#### Andata
| Arbitro: | Pereira da Silva |

| |            | |
| · Ivanhoé P · Ronaldo D · Aírton D · Vitor Hugo D · Ivanildo D · Mastrillo C · Zé Ricardo C · Claudemir C · Elói C · Cafu D · Catatau A · Gerônimo A · Sérgio Alves A | Formazioni | · P Danrlei · D André Vieira · D Paulão · D Agnaldo Liz · D Roger · C Pingo · C Jamir · C Emerson · C Carlos Miguel · A Fabinho · A Nildo |
| Dimas Filgueiras | Allenatori | Scolari |

#### Ritorno
| Arbitro: | Godói |

| |            | |
| Nildo 3’ | Marcatori  | |
| · Danrlei P · Ayupe D · Paulão D · Agnaldo Liz D · Roger D · Pingo C · Jamir C · Emerson C · Carlos Miguel C · Wallace C · Fabinho A · Nildo A · Carlinhos A | Formazioni | · P Chico · D Ronaldo · D Aírton · D Vitor Hugo 85’ · D Claudenesio · C Mastrillo · C Ivanildo · C Elói · A Catatau · A Gerônimo · A Sérgio Alves 76’ |
| Scolari | Allenatori | Dimas Filgueiras |

Grêmio vincitore della Coppa del Brasile 1994 e qualificato per la Coppa Libertadores 1995.

## Classifica marcatori
| Pos. | Giocatore        | Squadra          | Gol |
| ---- | ---------------- | ---------------- | --- |
| 1    | Paulinho McLaren | Internacional    | 6   |
| 2    | Nildo            | Grêmio           | 5   |
| 3    | Marcelo Ramos    | Bahia            | 4   |
| 3    | Renato Gaúcho    | Atlético Mineiro | 4   |
| 5    | Arildo           | Linhares EC      | 3   |
| 5    | Bé               | Vila Nova        | 3   |
| 5    | Carlinhos        | Grêmio           | 3   |
| 5    | Dão              | Vitória          | 3   |
| 5    | Edílson          | Palmeiras        | 3   |
| 5    | Mário Jardel     | Vasco da Gama    | 3   |
| 5    | Joãozinho        | Santa Cruz       | 3   |